# District d'Aida
Le district d'Aida (英田郡, Aida-gun) est un district de la préfecture d'Okayama, au Japon.

## Géographie

### Démographie
Au 1er février 2015, la population du district d'Aida était de 1 445 habitants répartis sur une superficie de 57,97 km2 (densité de population d'environ 25 hab./km2).

## Commune du district
- Nishiawakura